# فيمي أديبايو
فيمي أديبايو (مواليد 31 ديسمبر 1970) محامي نيجيري وممثل أفلام ومخرج ومنتج ومستشار خاص لحاكم ولاية كوارا للفنون والثقافة والسياحة. وهو نجل الممثل المخضرم أديبايو سلامي.

## المشوار الفني
بدأ أديبايو التمثيل في عام 1985، وهو نفس العام الذي ظهر فيه في أول فيلم لوالده بعنوان «أوجون أجايي».
لعب أديبايو دور البطولة في العديد من الأفلام النيجيرية، وفاز بأربع جوائز كأفضل ممثل بيوروبا في حفل توزيع جوائز الفيلم الأفريقي السابع عشر المعروف باسم جوائز أفرو-هوليوود في لندن. كما فاز بجائزة في نفس الفئة لجوائز أفضل منظمة بث نوليوود في نيجيريا في عام 2012.
أديبايو لديه قائمة طويلة من الأفلام في رصيده، والتي تشمل سونتو ألاباتا، و«ذهب وفضة» و «ما وبادان» و«بوغا»، من بين آخرين. وهو العضو المنتدب والرئيس التنفيذي لشبكة الإعلام جيه-15 نيجيريا.